# Müller Würzburger Hofbräu
Pour la brasserie, voir Würzburger Hofbräu
Le Müller Würzburger Hofbräu e. V. est une équipe de tennis de table allemande, située à Wurtzbourg.

## Histoire
Le club est fondé sous le nom de "TTK Würzburger Hofbräu e. V." le 5 mars 1996 en succession à la session de tennis de table du FC Würzburger Kickers. Son plus grand succès est d'avoir gagné le championnat 2004-2005 (joueurs : Petr Korbel, Leung Chu Yan, Feng Zhe, Evgueni Chtchetinine, entraîneurs : Tibor Rozsnyoi, Matthias Landfried, Peter Aranyosi). Par la suite, il atteint les demi-finales des play-offs, la finale de la Coupe de la Ligue, deux fois la finale de l'ETTU Cup puis la qualification pour la Ligue des champions de tennis de table au cours de la saison 2007-2008. Son accession aux quarts de finale porte le club parmi les huit meilleures équipes en Europe.
En avril 2008, Wurtzbourg se retire du championnat et s'associe avec le TTC Frickenhausen pour créer le TTC Müller Frickenhausen/Würzburg. La section des amateurs fusionne avec le TTC Kist. Le club professionnel retrouve son indépendance à la fin de la saison 2008-2009.

### Source
- (de) Cet article est partiellement ou en totalité issu de l’article de Wikipédia en allemand intitulé « Müller Würzburger Hofbräu » (voir la liste des auteurs).